# Ново Въдрища
Ново Въдрища (на гръцки: Νέος Μυλότοπος, Неос Милотопос) е село в Егейска Македония, дем Пела на административна област Централна Македония.

## География
Селото е разположено на надморска височина от 60 m в Солунското поле на 5 km северозападно от град Енидже Вардар (Яница).

## История
Селото е основано в 1924 година от гърци бежанци от Мала Азия и Източна Тракия, предимно от село Кюрумдже. В 1928 година заедно с Въдрища (Милотопос) има 1098 жители, а от 1940 година е отделно селище с 995 жители. В 70-те години в селото са изградени нови къщи за жителите на селата Корнишор и Радомир.
Селото е богато, тъй като землището му се напоява добре. Произвеждат се овошки, жито, памук, бостан, като е развито и краварството.
| Година    | 1913 | 1920 | 1928 | 1940 | 1951 | 1961 | 1971 | 1981 | 1991 | 2001 | 2011 | 2021 |
| --------- | ---- | ---- | ---- | ---- | ---- | ---- | ---- | ---- | ---- | ---- | ---- | ---- |
| Население |      |      | 1098 | 995  | 1119 | 1240 | 1166 | 1771 | 2071 | 2605 | 1983 | 1828 |